# Médecine dosimétrique
Ne doit pas être confondu avec Dosimétrie.
C'est le médecin gantois Adolphe Burggraeve (1806-1902) qui a inventé la médecine dosimétrique.
Selon le Larousse du XXe siècle (1928),
« […] cette méthode […] utilise surtout les alcaloïdes des plantes ; les principes actifs sont incorporés, à doses extrêmement faibles mais rigoureuses, à des granules dont chacun représente ainsi une dose fractionnée et par suite très maniable. C'est là un des principaux avantages de la dosimétrie. L'autre est beaucoup plus contestable. Il suppose, en effet, que les principes actifs purs des plantes, et spécialement des alcaloïdes, sont de tous points préférables aux extraits totaux parce que la composition de ceux-ci est variable. Toutefois les recherches pharmacologiques et cliniques ont établi qu'alcaloïdes et extraits totaux ne répondent pas toujours aux mêmes indications (par exemple digitaline, toni-cardiaque, et poudre de digitale, diurétique) et que, par conséquent, le médecin doit, suivant les circonstances, utiliser les uns et les autres. »

## Une méthode controversée mais largement diffusée en son temps
Voici comment est décrite cette méthode au Musée de la pharmacie hispanique :

« Le  Dr Burggraeve, médecin [...] fut le créateur d'une nouvelle méthode thérapeutique qui fit son apparition en 1871 et qui consistait à soumettre le malade à un régime hippocratique [...] et à lui administrer des médicaments très actifs, chimiquement purs, tels que les alcaloïdes et les glucosides, à des doses précises et progressives.
La dosimétrie eut un grand nombre de détracteurs, entre autres les professionnels de santé qui pratiquaient la médecine conventionnelle, la médecine traditionnelle et la médecine   homéopathique, tous accusaient cette nouvelle méthode de n'être en réalité qu'une méthode  homéopathique modifiée. »

Cependant, outre en Belgique son pays d'origine, cette méthode fut diffusée en Espagne et en France comme l'atteste le Musée déjà cité :

« Le Dr. Buggraeve s'associa avec le pharmacien parisien Charles Chanteaud, qui, en 1872, avait introduit en France les préparations dosimétriques.
En Espagne, c'est le pharmacien Vicente Moreno Miquel, [...], qui les diffusa et qui, à partir de 1877, fut le seul à être autorisé par le Dr. Burggraeve et le pharmacien Chanteaud à faire la représentation, en Espagne et Outre-mer, des médicaments élaborés par ce dernier. »

 De fait le Congrès Dosimétrique de 1900 accueillit plus de 250 participants venus de France, d'Espagne et même du Canada.
Cette médecine se positionnait en concurrente plus efficace de l'homéopathie comme en témoignent ces propos : 

« Dans le but de découvrir un terrain plus rationnel entre l'homéopathie et l'allopathie, Burgggraeve a affirmé que le pharmacien français Charles Chanteau a fait la première percée majeure en pharmacodynamique en fabriquant des alcaloïdes à des doses de précision mathématique. Au lieu de la dose illusoire infinitésimale prescrite par les homéopathes, Chandeau a développé un processus de production de quantités chimiques précises (centrigramme, milligramme, ou demi-milligramme) de pur produit actif. Burggraeve croit que les homéopathes qui administrent leur trituration et leur dilution de seulement un quadrillionnième ou un quintilionnième de gramme justifient cette raillerie : " Qu'est-ce que l'homéopathie ? C'est jeter un milligramme de substance quelque part dans la Seine à l’endroit où le fleuve entre à Paris et boire quelques gouttes de cette même eau, là où il en sort ". »